# Holm Eppendorff

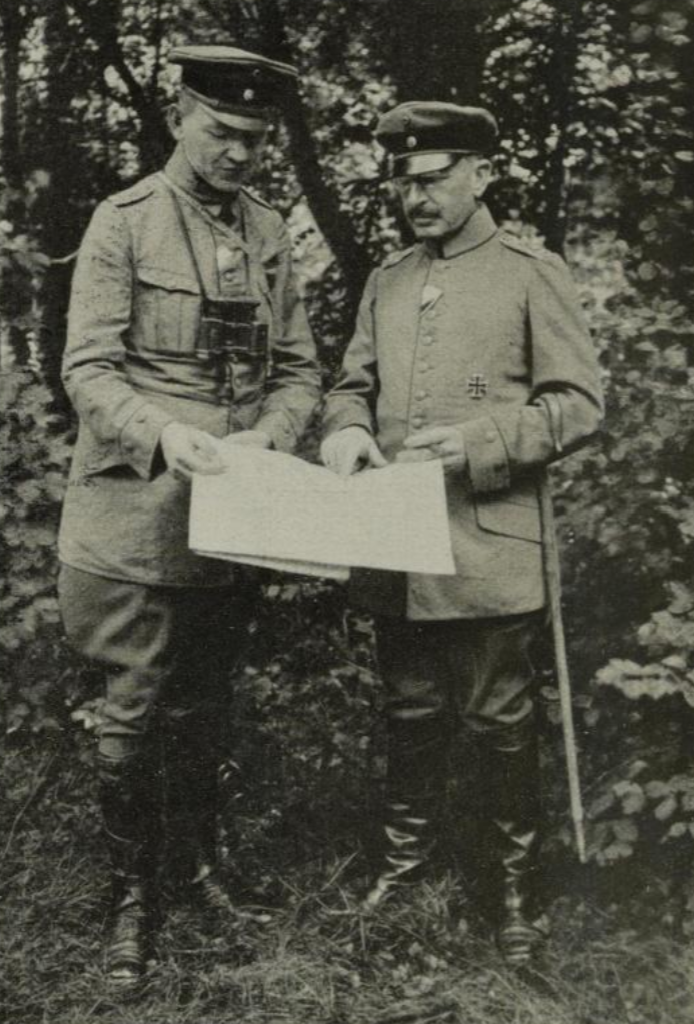
Georg Siedel und Holm Eppendorff

Holm Constantin Eppendorff (* 15. Oktober 1865 in Dresden; † 10. Februar 1947 in Radebeul) war ein deutscher Generalmajor der Reichswehr.

## Leben
Holm war ein Sohn des Oberstleutnants Karl Gustav Eppendorff († in Wien) und der Sophie, geborene Haas († in Dresden). Nach seiner Zeit auf dem Vitzthumschen Gymnasium wurde Eppendorff im Oktober 1886 Fahnenjunker im 1. Feldartillerie-Regiment Nr. 12 der Sächsischen Armee. Er wurde am 23. Mai 1887 zum Fähnrich im 1. Königlich-Sächsischen Feld-Artillerie-Regiment Nr. 12 ernannt.  Am 18. September 1893 avancierte er zum Oberleutnant beim Regiment und diente in späteren Jahren unter anderem als Regimentsadjutant. Er wurde nach Beförderung zum Hauptmann am 13. September 1899 Kompaniechef der 1. Kompanie des Regiments. Er wurde am 19. August 1909 zum Major ohne Patent unter gleichzeitiger Verwendung als Kommandeur der I. Abteilung des Regiments verwendet. Das Patent erhielt er am 20. März 1911, wobei er als etatsmäßiger Stabsoffizier beim Stabe des 1. Königlich-Sächsischen Feld-Artillerie-Regiment Nr. 12 diente.
Nach Ausbruch des Ersten Weltkrieges wurde er als Kommandeur der Feld-Artillerie-Ersatz-Abteilung Nr. 28, der Königlich-Sächsischen 219. Infanterie-Division unter Generalmajor Alfred von Kotsch, verwendet. Bei einer Erkundung am 4. September 1914 wurde er verwundet und in seiner Stellung durch Major Bäßler ersetzt. Er avancierte bis 1915 als Nachfolger von Oberst Woldemar Richter zum Kommandeur des Königlich-Sächsischen Feld-Artillerie-Regiments Nr. 28. Bei den Kämpfen an der Aisne im September 1915 konnte er sich, mittlerweile zum Oberstleutnant befördert, als Regimentskommandeur deutlich auszeichnen und wurde am 23. November 1915 mit dem Ritterkreuz des Militär-St.-Heinrichs-Ordens ausgezeichnet. Er diente bis 1917 als Regimentskommandeur und übergab dieses an Oberstleutnant Benthien. Vorher hatte er bereits beide Klassen des Eisernen Kreuzes sowie das Ritterkreuz I. Klasse des Albrechts-Ordens mit Schwertern erhalten. Im Februar 1917 übernahm er die Dienststellung als Artilleriekommandeur bei der 212. Infanterie-Division bzw. 219. Infanterie-Division.
Nach Kriegsende bekleidete Eppendorff ab Oktober 1919 in der Vorläufigen Reichswehr die Position als Artillerieführer 12. Am 1. Oktober 1920 wurde er innerhalb der 4. Division zum Kommandanten des Truppenübungsplatzes Königsbrück ernannt, zusammen mit der Beförderung zum Oberst. Am 3. August 1921 schied er mit dem Charakter als Generalmajor aus dem Dienst in der Reichswehr aus.
Als Privatmann lebte Eppendorff 1939 als Eigentümer in der Villa Magda (Schuchstraße 6) in der heute zu Radebeul gehörenden Niederlößnitz, zum Zeitpunkt seines Todes 1947 bewohnte er die vor Kopf des Schuchstraßenanwesens abgetrennte Gebäudegruppe Winzerstraße 1. Er war seit 1898 verheiratet mit Melanie Martha geb. Hedenus; vier von sechs Kindern überlebten den Vater.